# 片倉真二
片倉 真二（かたくら しんじ、1976年3月2日 - ）は、日本の静岡県出身の元原画家、漫画家。

## 経歴
2013年までキッチンガイズファクトリーに所属し、「カナリア 〜この想いを歌に乗せて〜」「グリーングリーン」シリーズの原画を担当していた。
漫画家としての代表作は、テレビアニメ化された『忘却の旋律』や、日記漫画ブログ『まんぷく遊々記』で連載されたWeb漫画『ペン太のこと』である。同作は、自身が飼っている猫を題材としている。フロントウイング・GROOVER・OVERDRIVEなどのブランドで多数のアダルトゲームの原画を手がけ、2013年にフリーとなる。2021年に朝日新聞出版から刊行された『あっ、ここ心霊ゼミでやったやつ』を最後に「片倉真二」名義での新作は途絶えている。

## 作品

### 原画
- カナリア 〜この想いを歌に乗せて〜（フロントウイング）
- グリーングリーン（GROOVER）
- グリーングリーン2 恋のスペシャルサマー（GROOVER）
- グリーングリーン3 ハローグッバイ（GROOVER）
- 鐘ノ音ダイナティック（GROOVER）
- エーデルワイス（OVERDRIVE）
- キラ☆キラ（OVERDRIVE）
- 電激ストライカー（OVERDRIVE）
- ガッデーム&ジュテーム（CIRCUS）
- セガガガ（セガ） .com子ちゃん

### 漫画
- 忘却の旋律（『月刊少年エース』連載、角川書店刊、全6巻）
- まんぷく遊々記（著者の公式日記ブログ連載、エンターブレイン刊、全1巻）
- ペン太のこと（講談社ウェブコミックサイト兼各青年誌合同サイト『モアイ』連載、全10巻）
- ムギのころ（『コミックDAYS』連載、全3巻[6]）
- 不合格の仔猫たち（『グランドジャンプむちゃ』掲載、集英社刊、読み切り）
- あっ、ここ心霊ゼミでやったやつ（『ASスペシャルHONKOWA』連載、朝日新聞出版刊、全1巻）

### 挿絵
- 仮面武闘会（著：紙谷龍生、富士見ファンタジア文庫、全3巻）
- カナリア この想いを歌に乗せて（著：ヤマグチノボル、角川スニーカー文庫、全1巻）
- よろず電脳調査局ページ11（著：東野司、徳間デュアル文庫、全3巻）
- グリーングリーン 鐘ノ音ファンタスティック（著：ヤマグチノボル、角川スニーカー文庫、全1巻）
- 心空管レトロアクタ（著：羽根川牧人、富士見ファンタジア文庫、全2巻）

### 絵本
- ねこがくれた５５７１日（講談社刊、全1巻）